# Puccinia rara
Puccinia rara är en svampart som beskrevs av McKenzie 1980. Puccinia rara ingår i släktet Puccinia och familjen Pucciniaceae.   Inga underarter finns listade i Catalogue of Life.